# Villadoro
Villadoro is een plaats (frazione) in de gemeente Nicosia, op het Italiaanse eiland Sicilië.